# Sollevamento pesi ai II Giochi olimpici giovanili estivi
Le gare di sollevamento pesi ai II Giochi olimpici giovanili estivi sono state disputate al Nanjing International Expo Center di Nanchino dal 17 al 23 agosto 2014. Sono state assegnate medaglie in sei categorie di peso maschili e in cinque categorie di peso femminili.

## Medagliere
| Pos.   | Paese          | Oro | Argento | Bronzo | Totale |
| ------ | -------------- | --- | ------- | ------ | ------ |
| 1      | Thailandia     | 2   | 1       | 0      | 3      |
| 2      | Armenia        | 2   | 0       | 0      | 2      |
| 2      | Cina           | 2   | 0       | 0      | 2      |
| 4      | Russia         | 1   | 3       | 0      | 4      |
| 5      | Corea del Nord | 1   | 2       | 0      | 3      |
| 6      | Egitto         | 1   | 0       | 1      | 2      |
| 7      | Bulgaria       | 1   | 0       | 0      | 1      |
| 7      | Taipei cinese  | 1   | 0       | 0      | 1      |
| 9      | Uzbekistan     | 0   | 1       | 1      | 2      |
| 10     | India          | 0   | 1       | 0      | 1      |
| 10     | Messico        | 0   | 1       | 0      | 1      |
| 10     | Serbia         | 0   | 1       | 0      | 1      |
| 10     | Vietnam        | 0   | 1       | 0      | 1      |
| 14     | Kazakistan     | 0   | 0       | 2      | 2      |
| 15     | Argentina      | 0   | 0       | 1      | 1      |
| 15     | Colombia       | 0   | 0       | 1      | 1      |
| 15     | Francia        | 0   | 0       | 1      | 1      |
| 15     | Italia         | 0   | 0       | 1      | 1      |
| 15     | Lettonia       | 0   | 0       | 1      | 1      |
| 15     | Tunisia        | 0   | 0       | 1      | 1      |
| 15     | Ucraina        | 0   | 0       | 1      | 1      |
| Totale | Totale         | 11  | 11      | 11     | 33     |

## Podi

### Ragazzi
| Evento                  | Oro               | Perform. | Argento              | Perform. | Bronzo                  | Perform. |
| fino a 56 kg (dettagli) | Meng Cheng        | 283 kg   | Nguyễn Trần Anh Tuấn | 243 kg   | Adxamjon Ergaşev        | 243 kg   |
| fino a 62 kg (dettagli) | Pak Jong-Ju       | 263 kg   | Sakda Meeboon        | 256 kg   | Mirko Zanni             | 255 kg   |
| fino a 69 kg (dettagli) | Božidar Andreev   | 300 kg   | Vjačeslav Jarkin     | 294 kg   | Andrés Mauricio Caicedo | 290 kg   |
| fino a 77 kg (dettagli) | Hakob Mkrtchyan   | 319 kg   | Venkat Rahul Ragala  | 316 kg   | Jaswlan Kalïev          | 310 kg   |
| fino a 85 kg (dettagli) | Četag Čugaev      | 355 kg   | Farxodbek Sobirov    | 321 kg   | Mohamed Shosha          | 318 kg   |
| oltre 85 kg (dettagli)  | Simon Martirosyan | 391 kg   | Tamaš Kajdoči        | 336 kg   | Anthony Coullet         | 327 kg   |

### Ragazze
| Evento                  | Oro                    | Perform. | Argento             | Perform. | Bronzo            | Perform. |
| fino a 48 kg (dettagli) | Jiang Huihua           | 193 kg   | Ri Song-Gum         | 165 kg   | Rebeka Koha       | 165 kg   |
| fino a 53 kg (dettagli) | Rattanaphon Pakkaratha | 190 kg   | Jong Chun-Hui       | 181 kg   | Nouha Landoulsi   | 175 kg   |
| fino a 58 kg (dettagli) | Chiang Nien-Hsin       | 203 kg   | Anastasija Petrova  | 195 kg   | Sasha Nievas      | 178 kg   |
| fino a 63 kg (dettagli) | Sara Ahmed             | 228 kg   | Ana Lilia Durán     | 210 kg   | Sof'ja Zenčenko   | 208 kg   |
| oltre 63 kg (dettagli)  | Duanganksorn Chaidee   | 244 kg   | Svetlana Ščerbakova | 228 kg   | Tatyana Kapwstïna | 228 kg   |